# Ежен Кабонго
Ежен Кабонго (фр. Eugène Kabongo, нар. 3 листопада 1960, Кіншаса) — заїрський футболіст, що грав на позиції нападника за низку європейських клубних команд та національну збірну Заїру. Згодом — футбольний тренер.

## Клубна кар'єра
У дорослому футболі дебютував 1983 року виступами за бельгійський «Серезьєн», в якому за два сезони провів 27 матчів чемпіонату. 
Згодом з 1985 по 1987 рік грав у складі французького «Расінга» (Париж) та бельгійського «Андерлехта». У першому з них був лідером атак і, забивши 29 голів у 30 іграх Ліги 2, став найкращим бомбардиром змагання і допоміг паризькій команді його виграти. А в другому клубі мав статус гравця резервного складу, хоча й виборов титул чемпіона Бельгії.
1987 року повернувся до Франції, уклавши контракт з «Ліоном». Відіграв за цю команду три сезони своєї ігрової кар'єри. Більшість часу, проведеного у складі «Ліона», був основним гравцем атакувальної ланки команди і одним із її головних бомбардирів, маючи середню результативність на рівні 0,58 гола за гру першості.
Завершив ігрову кар'єру в «Бастії», за яку виступав протягом 1990—1992 років.

## Виступи за збірну
1983 року дебютував в офіційних матчах у складі національної збірної Заїру.
У складі збірної був учасником Кубка африканських націй 1988 року у Марокко.
Загалом протягом кар'єри у національній команді, яка тривала 9 років, провів у її формі 25 матчів, забивши 6 голів.

## Кар'єра тренера
Протягом частини 2002 року був головним тренером збірної ДР Конго.

## Титули і досягнення

### Командні
- Переможець Ліги 2 (1):

«Расінг» (Париж): 1985/86
- Чемпіон Бельгії (1):

«Андерлехт»: 1986/87
- Володар Суперкубка Бельгії (1):

«Серезьєн»: 1983
- Найкращий бомбардир Ліги 2 (1):

1985/86 (29 голів)